# Schuldquote
De schuldquote is de verhouding tussen de schulden van een overheid of land en haar bruto binnenlands product (BBP). 
De waarde kan gebruikt worden als maat om de omvang van een overheidsschuld te kunnen vergelijken en te beoordelen. Een lage schuldenquote betekent dat een overheid of land genoeg verdient om haar schulden af te betalen. Bij een hogere schuldenquote neemt het risico toe dat dat niet meer kan. Door de landen binnen de eurozone is afgesproken dat de schuldquote van een land niet boven de 60 procent mag uitkomen.
De schuldquote kan binnen de economie worden beschouwd als een vermenigvuldigingsfactor.
Bijvoorbeeld in de formule a*Y = H kan 'a' als quote worden beschouwd. De quote 'a' is hier 1 vast getal. De quote kan samengesteld zijn uit meerdere variabelen. Bijvoorbeeld (p-q)*Y = H, hierbij is '(p-q)' de quote. 
De rente speelt een belangrijke rol in de ontwikkeling van de overheidsschuld D in procenten van het nominale bruto binnenlands product (BBP) Y. De schuld neemt toe met de nominale rente i en daalt met het primaire saldo PS. Het nominale BBP groeit met de som van de inflatie p en de reële groeivoet g. De schuldquote ontwikkelt zich dus volgens de accumulatievergelijking:
```
D/
Y
 = ((1+i)/(1+p+g)). ((D exp. -1)/(Y exp. -1))- ((PS)/Y)
```

Bovenstaande formule kan ook worden weergegeven als:
```
D = ((1+i)/(1+p+g)). ((D exp. -1)/(Y exp. -1))- ((PS)/Y). 
Y
```

Hierbij is de uitkomst van het getal voor de Y de schuldquote.

## Wiskunde
Wiskundig gezien is dit een differentievergelijking van de eerste orde. Deze is stabiel indien het quotiënt in het rechterlid kleiner dan één is. De schuldquote gaat dus naar een vast getal indien de groeivoet van het nominale bbp hoger  
12 
is dan de nominale rente, dat wil zeggen als p+g>i. De stationaire schuldquote is 
```
D/Y = (1+p+g)/(p+g-i )x ((PxS)/Y)
```

Bij een gegeven D/Y hoort dus een bepaalde PS/Y en omgekeerd. Om een voorbeeld te geven: indien PS/Y = -0,25%, g = 3%, i = 4% en p = 2% komt de overheidsschuld op 26,25% uit en zijn de rentelasten 1,05%. Het structurele vorderingensaldo (PS/Y – iD/Y) is dan –1,3%. 
In het basisscenario van AN wordt uitgegaan van p =